# Kilo, Esbo stad
Kilo [tji:lå] är en stadsdel med järnvägsstation i Esbo stad och hör administrativt till Stor-Alberga storområde. 
Namnet Kilo finns dokumenterat sedan 1500-talet i formerna Kijlaby (1543), Kiloby (1544) och Kilo (1547). Namnet kan härstamma från en tidigare kilformad vik.
Fram till 1980-talet bestod Kilo mest av egnahemshus, men höghus har uppförts i allt snabbare takt i Kilo. De första husen i Kilo uppfördes i sekelskiftet 1800/1900 då Kustbanan Åbo-Helsingfors öppnades för trafik. Bland gamla byggnader kan nämnas Kilo gård och Albert Edelfelts hus. Kilo stationsbyggnad revs i början av 1980-talet och ersattes av en liten kiosk gjord i grå plåt. 
I Kilo finns en hälsocentral, flera skolor och Esbo härad ("Kilopolisen"). Finlands första motorvägshotell öppnade i Kilo år 1972 som Hotel Tarvo, i dag Scandic Hotel Espoo.

## Samhällen inom stadsdelen Kilo
- Frisbacka är ett bostadsområde med frontmannahus.
- Konungsböle (fi.: Kuninkainen) är ett litet samhälle (vardagl. by) som ligger inom stadsdelen Kilo. I det lilla samhället finns bland annat en svenskspråkig grundskola, Karamalmens skola. Den är en av Esbos tretton svenskspråkiga grundskolor.
- Lansa är en del av Kilo med ett litet köpcentrum.
- Karamalmen är ett industri- och kontorsområde med järnvägsstationen Kera mellan Grankulla stad och centrala Kilo. Där finns bland annat bolag som Varta, Johnson Controls, ABB, Algol, AGA och Nokia. Där finns också den svenskspråkiga Karamalmens skola.

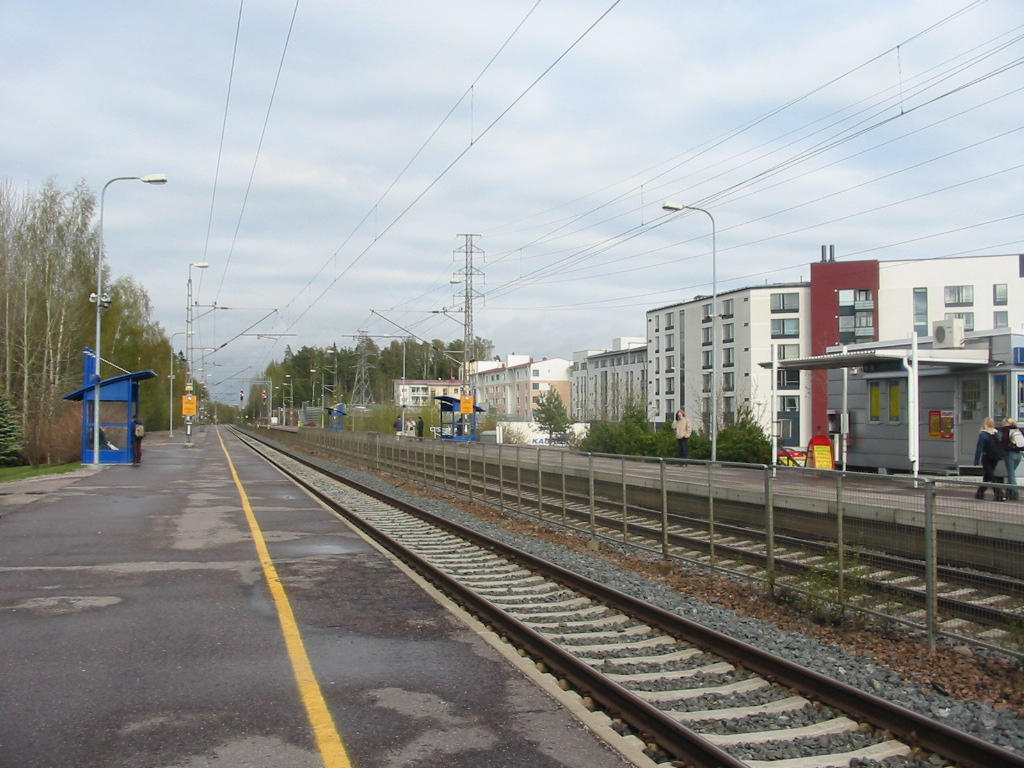
Kilo järnvägshållplats

- Klobbskog
- Knektbro